# 全白俄罗斯苏维埃代表大会
全白俄罗斯苏维埃代表大会（白俄羅斯語： 俄语：）是白俄罗斯苏维埃社会主义共和国于1919年至1937年间的最高权力机构，1937年由白俄罗斯最高苏维埃取代。全白俄罗斯苏维埃代表大会负责该国的国内政策、外交政策、经济发展和立法，共召开12次。执行机构为中央执行委员会。第一次大会在于1919年2月2至3日在明斯克召开，通过了《白俄罗斯苏维埃社会主义共和国宪法》。斯维尔德洛夫出席了此次会议并宣布承认白俄罗斯苏维埃社会主义共和国独立。